# Coleophora almeriensis
Coleophora almeriensis é uma espécie de mariposa do gênero Coleophora pertencente à família Coleophoridae.